# Янникос, Яннис
Я́ннис Янни́кос (греч.: Γιάννης Γιαννίκος; 23 января 1923, Каламата — 17 февраля 2017, Афины) — греческий издатель, имя которого ассоциируется с изданием Большой Советской Энциклопедии (1976 г.) на греческом языке, а также с изданием в период 1992—1996 годов газеты «Правда» в России. Участник Движения Сопротивления в Греции (1941—1945 гг), основатель Афинского института русского языка им. А. С. Пушкина (1992 г), учредитель Фонда греко-российского сотрудничества (1995 г).

## Биография и деятельность

### Детские годы
Его отец, в начале XX века эмигрировал в Америку, но возвратился в Грецию, чтобы выполнить свой патриотический долг, сражаясь на фронтах Первой мировой войны. Мать была грамотной женщиной, что было редким явлением для того времени. Таким образом, взросление Янниса Янникоса происходило в среде, нетипичной для обывательски настроенной греческой провинции той эпохи. Пройдя через тяжёлые довоенные годы, через оккупацию и послевоенные годы, отстаивал свою активную жизненную позицию и высокие идеалы.

### Период оккупации
Он среди первых встал в ряды Национального сопротивления Греции и сражался в отрядах Национально-освободительного фронта и Народно-освободительной армии (ЕАМ-ΕΛΛΑΣ) с немецкими и итальянскими захватчиками. Будучи руководителем Организация по защите народных бойцов (ΟΠΛΑ) области Мессении, в возрасте 22 лет, участвовал в победоносном вступлении партизан в родную Каламату 9 сентября 1944 года.
За свою деятельность против фашистских захватчиков был награждён Советским правительством и Верховным Главнокомандующим союзными войсками на Средиземном море Харольдом Александером (за помощь в переправке британских военных подразделений из Мессении на Крит).

### Арест
После срыва Варкизского соглашения и начала гражданской войны 23 марта 1945 года был арестован. В 1947 году (в городе Нафплионе) был судим и десятикратно приговорён к смертной казни. Был переведен в тюрьму на остров Керкира в 9-ю камеру корпуса смертников. В 1952 году, согласно действующему тогда законодательству, смертный приговор был заменён на пожизненное заключение. Через 12 лет, в 1956 году был освобождён правительством К. Караманлиса, в связи с проблемами со здоровьем, возникшими в результате многомесячных голодовок, которые он проводил в знак протеста против бесчеловечного режима содержания политических заключённых.

### Издательская деятельность
В 1956 году, сразу же после своего освобождения, Яннис Янникос занялся издательским делом. Его первыми изданиями стали «История Древней Греции» В. С. Сергеева и «Повесть о настоящем человеке» Бориса Полевого. Вышли в свет энциклопедии: «Детская энциклопедия» (1961), «Академическая энциклопедия» (1976), «Наука и человечество» (1963, греч. Επιστήμη και ανθρωπότητα), «Кто, когда, почему?». За ними последовали трёхтомная «Антология поэзии» под ред. И. М. Панайотопулоса и первая в Греции энциклопедия национального сопротивления «К оружию, к оружию» (1966 г.) — труд, который впервые осветил историю Национального сопротивления и деятельность ΕΑΜ-ΕΛΛΑΣ, подняв тем самым дотоле запретную в греческом обществе тему партизанской борьбы.
Пионер издательского дела, он издал первую «Энциклопедию автомобилиста» в Греции (1967), первую «Энциклопедию эротики и секса» (1966), «Словарь обоих полов» (1965), справочник «Домашний врач», «Русскую кулинарию» (перевод с русского «Книги о вкусной и здоровой пище») и Большую Советскую Энциклопедию (1976 г).
Издавал книги, менявшие стереотипы того времени, например, перевод с французского подлинной «Истории папессы Иоанны», написанной Де Спангеймом, «Миротворцы» (1974), книгу о сближении Константинопольской Патриархии с Ватиканом, перевод с русского книги Евг. Та́рле «Европа от Венского конгресса до Версальского мира, 1814—1919».
Янникос являлся также соиздателем серий больших энциклопедий в Греции, таких как «Всемирная история» Академии наук СССР и «Энциклопедия женщины». В шестидесятые годы он первым начал выпуск энциклопедий в виде отдельных брошюр, сделав дорогостоящие издания доступными для всех.
Основал издательские дома: «Акадимос», «Пирфорос» и «Янникос»; им же было разработано и подготовлено возобновление издания греческой газеты «Этнос». Сотрудничал с крупнейшими советскими, а впоследствии — и российскими, государственными организациями и компаниями.

### Возобновление издания газеты «Правда»
В 1991 году в России издатель взял на себя обязанности по возобновлению выпуска газеты «Правда». В 1992 году он стал главой и главным держателем акций (55 %) крупнейшей газеты России, было образовано АО «Правда интернэшнл». При этом, согласно договору с редакцией, Янникос не мог оказывать влияние на содержание публикаций газеты и менять её логотип. В 1990-е годы организовал издание в России множество книг, газет и журналов, таких как «Правда 5», «Болельщик», «Акрополь», «Свободная мысль». .

### Основание Афинского института русского языка им. А. С. Пушкина
В 1992 году выступил основателем Афинского института русского языка им. А. С. Пушкина — первого и крупнейшего в Европе центра по распространению русского языка и сертификации языковых знаний, а также стал учредителем Фонда греко-российского сотрудничества, утверждённого президентским Указом от 21 февраля 1995 года.

### Международная деятельность
Янникос являлся одной из ключевых фигур в развитии греко-российских отношений. Ему удалось наладить разносторонние деловые и культурные связи с Советским Союзом, а впоследствии, и с Россией. На протяжении десятилетий он согласовывал контакты, в том числе и на правительственном уровне, между двумя странами: Грецией и Советским Союзом, а затем — Российской Федерацией. Также он финансировал значительное число культурных мероприятий, содействуя тем самым взаимному обогащению двух культур.

### Личная жизнь
Яннис Янникос был женат на Эвтихии Яннику, в браке с которой родились четверо детей: Христос Янникос — экономист, профессор Колумбийского университета, Феодорос (Теодор) Янникос — юрист, представитель FIFA, Пола Яннику — врач и Стасис Янникос — инженер-градостроитель.